# Ербулеков, Тлек Сансызбаевич
Тлек Сансызбаевич Ербулеков — лётчик гражданской авиации; председатель правления — ректор АО «Академия гражданской авиации».

## Биография
В 1981 году окончил Актюбинское высшее летное училище гражданской авиации по специальности «инженер-пилот» (лётная эксплуатация воздушного транспорта). Дополнительное образование получал в Дассо Авиасьон (Франция), Jet Tech International (США), Межведомственном авиационном комитете (МАК), Flight Safety Boeing (США), Turkish Airlines Training Center (Турция), British Airways Training Center (Великобритания).
Работал в Петропавловском (второй пилот воздушного судна Як-40, 1981—1983) и Уральском (командир воздушного судна L-410, 1983—1990) объединённых авиаотрядах. В последующие годы — второй пилот самолёта Ту-134 (1990—1995), пилот-инструктор, командир воздушного судна Фалькон-900 (1995—1996).
С 1997 по 2001 годы — в ЗАО «Эйр Казахстан»: заместитель командира командир лётного отряда по воздушным судам Ту-134, Боинг 737-200; заместитель начальника, затем начальник инспекции по безопасности полётов (1999—2001).
В 2001—2006 годы — директор по производству ЗАО «Эйр Астана»; одновременно являлся членом Высшей аттестационной комиссии. В 2006—2007 годы — заместитель директора РГП «Беркут». В 2007—2019 годы — пилот-инструктор воздушного судна Боинг 757/767 ЗАО «Эйр Астана» (с перерывом в 2013 году, когда  занимал должность начальника управления по производству полётов Комитета гражданской авиации Министерства транспорта и коммуникаций Республики Казахстан).
С января 2019 года — председатель правления — ректор АО «Академия гражданской авиации».

## Комментарии
1. ↑  Также Designated Examiner — назначенный преподаватель-экзаменатор на Боинг 737-200[1].